# Klockspel

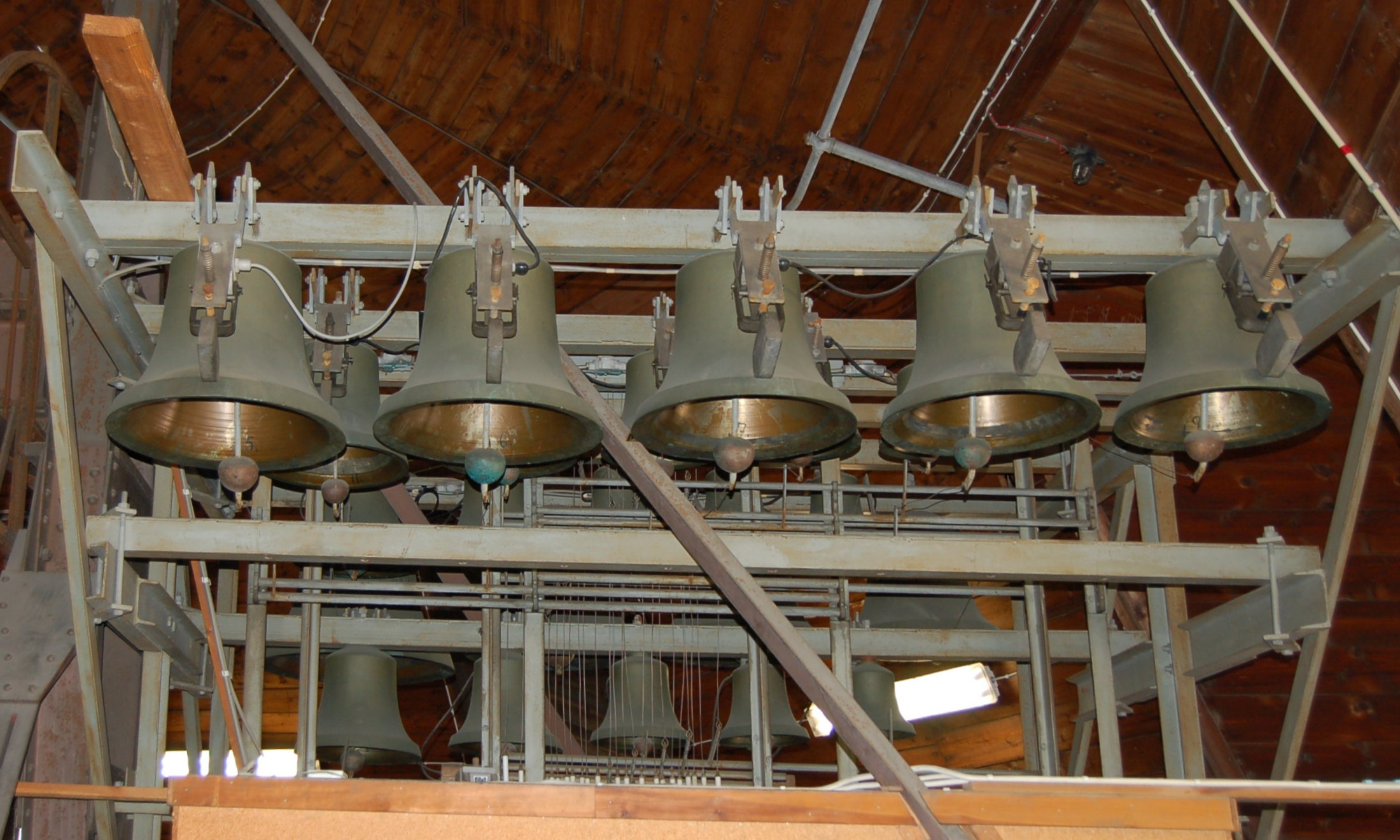
Klockspelet i Hedvig Eleonora kyrka, Stockholm.

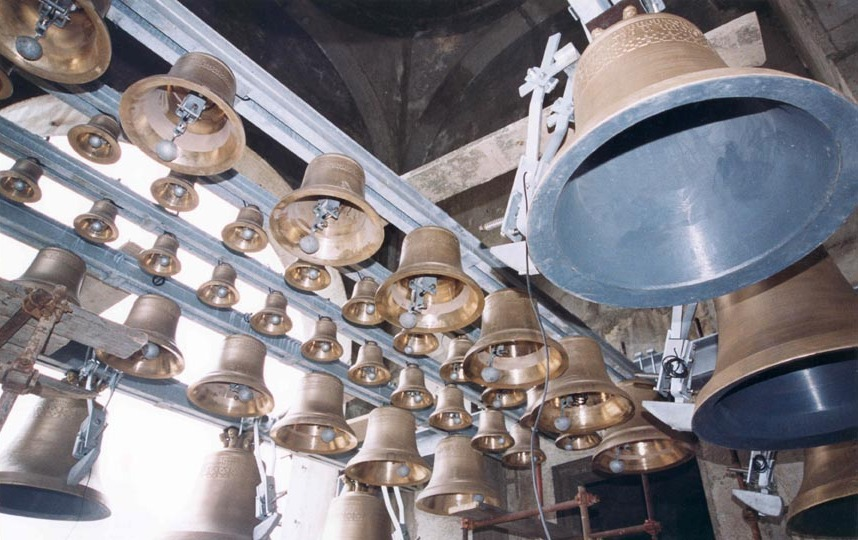
Klockspel i Sankt Savas kyrka i Belgrad, Serbien.

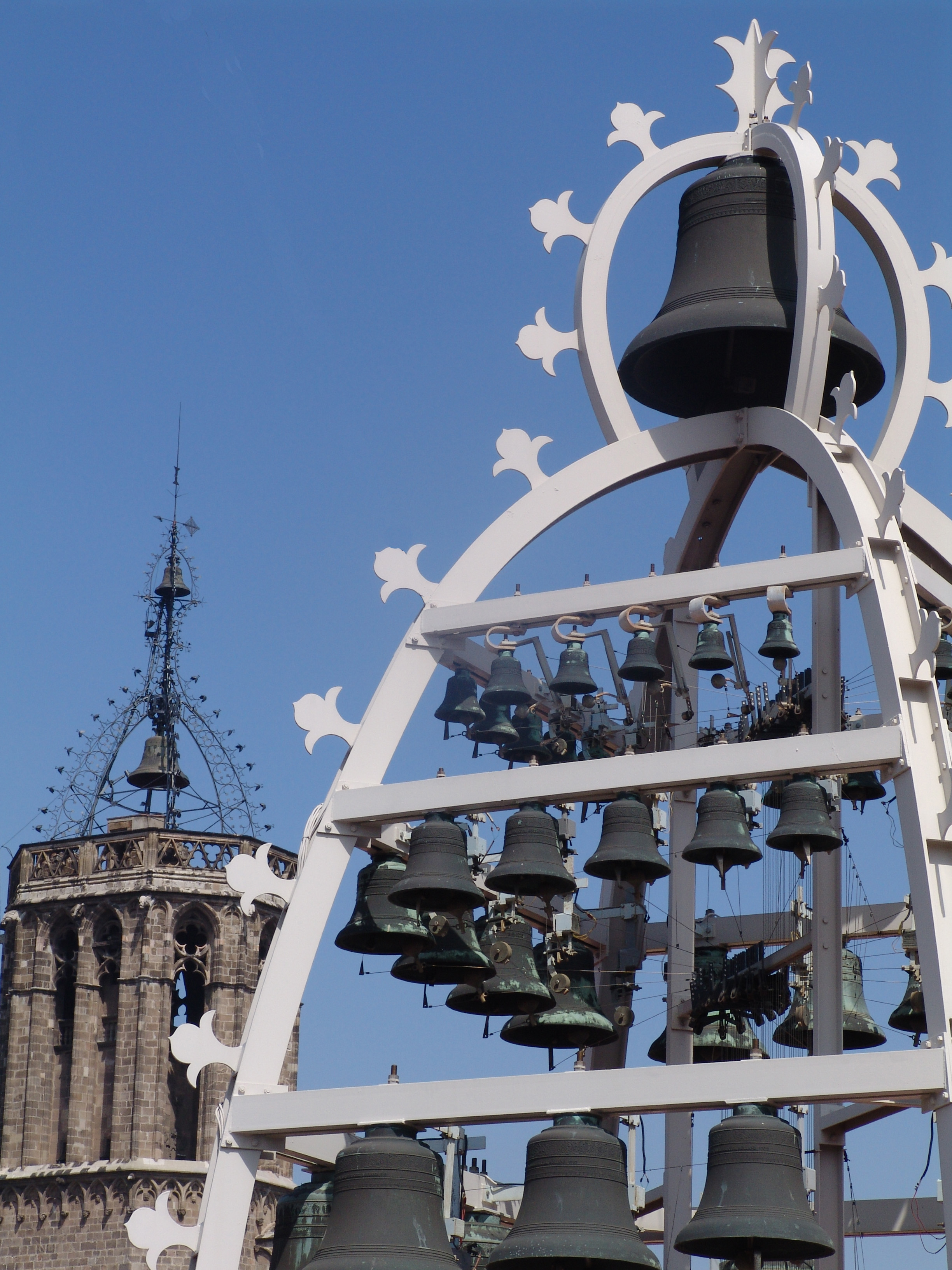
Klockspelet i Barcelona.

Klockspel, eller carillon, mekaniskt, elektriskt eller automatiskt musikinstrument som spelar på gjutna klockor. Det räknas till instrumentgruppen slagverk och undergruppen idiofoner d.v.s. där hela massan ljuder.

## Klockspel på klockor
Klockspel har sitt ursprung i Nederländerna och Tyskland. Den vanligaste placeringen är i torn (i kyrktorn eller i kampaniler, det vill säga torn som är byggda enbart för klockspel). Ett klockspel har en serie klockor stämda i skala och upphängda i en klockstol. Det finns tre sätt att spela klockspel: Det mekaniska, det elektriska och det automatiska som faktiskt är det ursprungliga.
Vid mekaniskt spel har man direkt under klockstolen i ett ljudisolerat rum placerat en s.k. stockklaviatur som består av träribbor placerade i en stålram på samma sätt som tangenterna på ett piano. Man spelar även med pedaler som på en kyrkorgel. Dessa står i omedelbar förbindelse med klockornas kläppar via stålvajrar och vällbrädor. På de minsta klockorna används enbart vällbrädor.
Vid elektriskt spel sitter det utanpå klockan en slaghammare i vars andra ände det finns en magnet och en spole. Någon annanstans, var som helst men i en kyrka vanligast på orgelläktaren står ett elektriskt spelbord som ser ut som en liten elorgel. Vid spel på de elektriska spelbordet skickar tangenten en strömimpuls till spolen som drar magneten till sig. Eftersom slaghammaren är upphängd som en pendelaxel kommer den att röra sig åt andra hållet och slå till klockan på utsidan. En stålfjäder returnerar hammaren till utgångsläget.
Det automatiska spelet kan även det uppdelas i mekaniskt och elektriskt spel.
Det mekaniska automatiska spelet har en vals på vilken man placerar små tappar. Valsen står i förbindelse med ett mekaniskt urverk. Vid en förbestämd tidpunkt utlöser urverket slagverket och en liten propeller börjar rotera. Urverket står i förbindelse med valsen via kugghjul och valsen börjar också rotera. Framför valsen sitter samma slags vajrar som vid stockklaviaturen. När tapparna passerar trycker de till en vinkel som drar i vajrarna. Resten av förloppet är det samma som hos stockklaviaturen. Ska klockspelet spela en annan melodi får man flytta om, lägga till eller ta bort tappar.
Valsen kan även drivas direkt av en motor och kallas då halvmekaniskt.
Det elektriska automatiska spelet hade när det kom på 60-talet en plast- eller pappersremsa med hål i som löpte mellan två valsar ungefär som bandet på rullbandspelare. Ovanför den översta valsen sitter liknande tappar som hos det mekaniska automatiska klockspelet, men dessa står i direkt förbindelse med ovannämnda magnethammare. Eftersom tapparna släpar mot remsan hålls de uppe så länge inget hål kommer i dess väg. När ett hål passerar tappen kommer denna att släppas ner av "tomrummet" som uppstår. Eftersom tappen är upphängd som en pendelaxel kommer den andra ändan att sluta en strömkrets. Varje melodi har sin egen remsa ungefär som på hålkortens tid vad gäller datorer. Senare har det elektriska spelet blivit helt digitalt. Ett dataprogram talar om för varje hammare när den skall slå till klockan. Dataprogrammet kan även tala om för magneten hur snabbt den ska dra spolen till sig och därmed hur hårt hammaren ska slå på klockan. Man kan därmed spela nyanserat d.v.s. både starkt och svagt även på elektriskt spel. Något som inte varit möjligt tidigare.

## Klockspelare

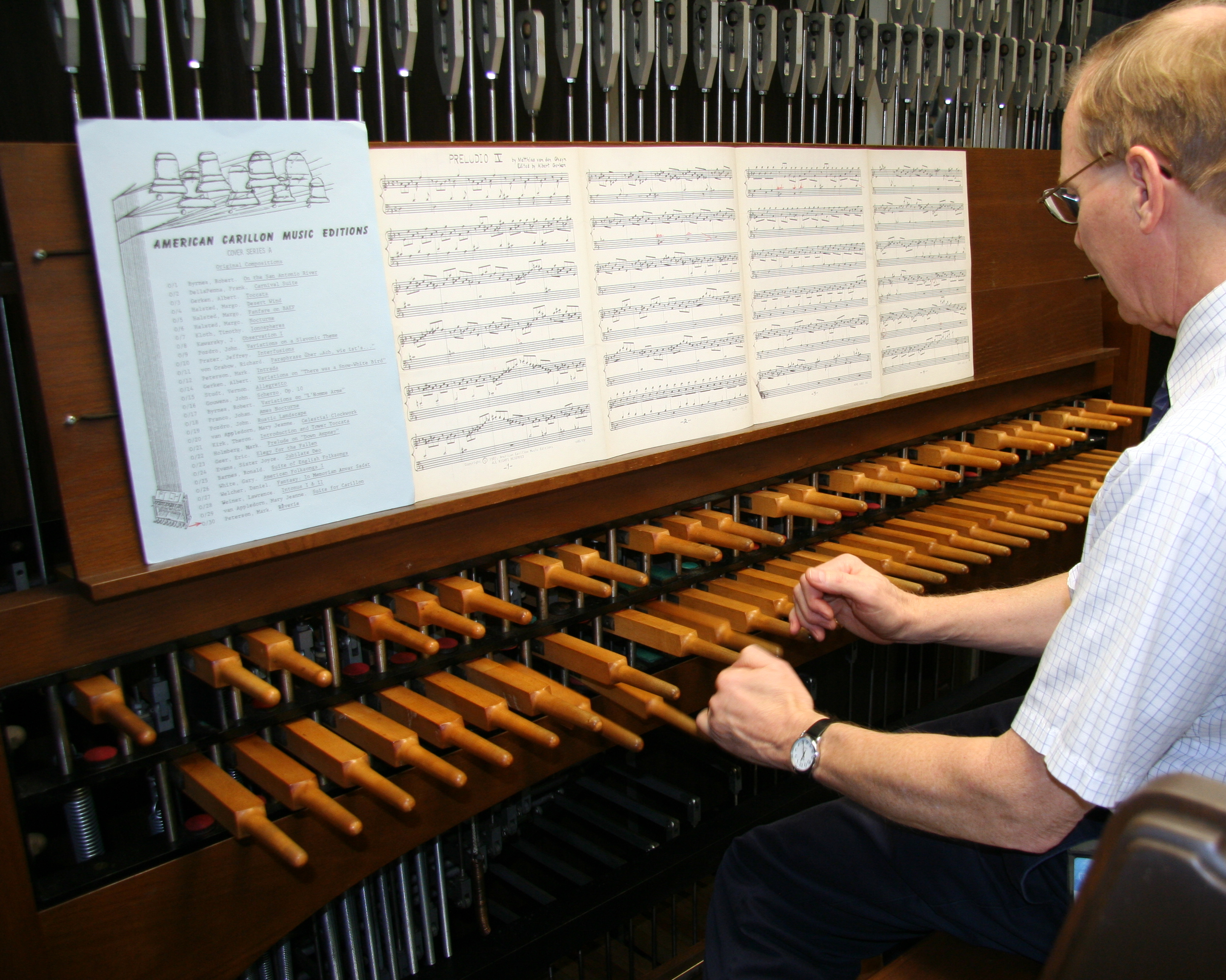
Klaviatur till klockspel med 56 klockor.

Den som spelar mekaniskt klockspel kallas klockspelare. Oftast ingår denna uppgift i en organisttjänst. I Nederländerna och Belgien finns det däremot personer som bara spelar klockspel. De har då ansvaret för många klockspel.

## Historik
Klockspel är ett musikinstrument, bestående av ett visst antal olika stämda klockor, som bringas att ljuda medelst hammarslag, angivna antingen omedelbart eller genom klaviatur. Idén är gammal och torde ha inkommit från Kina till Europa, där redan under den tidigare medeltiden munkar sysselsatte sig med förfärdigandet av klockor. I synnerhet i Nederländerna blev större klockspel vanliga i kyrktornen. Berömda klockspel finnas bland annat i Antwerpen (40 klockor), Brygge och Gent (48 klockor vardera).
Verket sattes i äldre tider i gång mest genom urverksmekanism med valsar såsom i speldosor, senare genom tangenter, som nedtrycktes med knytnävven. Först 1875 konstruerade Smulders en bekvämare klaviatur, som liknar pianots.
Ett vackert klingande klockspel är det i Köpenhamns rådhus, som melodiskt tillkännager varje kvarts timme.